# Palmira (Cuba)
Pour les articles homonymes, voir Palmira.
Palmira est une ville et une municipalité de Cuba dans la province de Cienfuegos.

## Géographie

### Situation
Palmira est à l'ouest du centre de l'île de Cuba, au centre de la province de Cienfuegos, 
à 242 km est-sud-est de La Havane
et 12 km nord de sa capitale de province Cienfuegos.

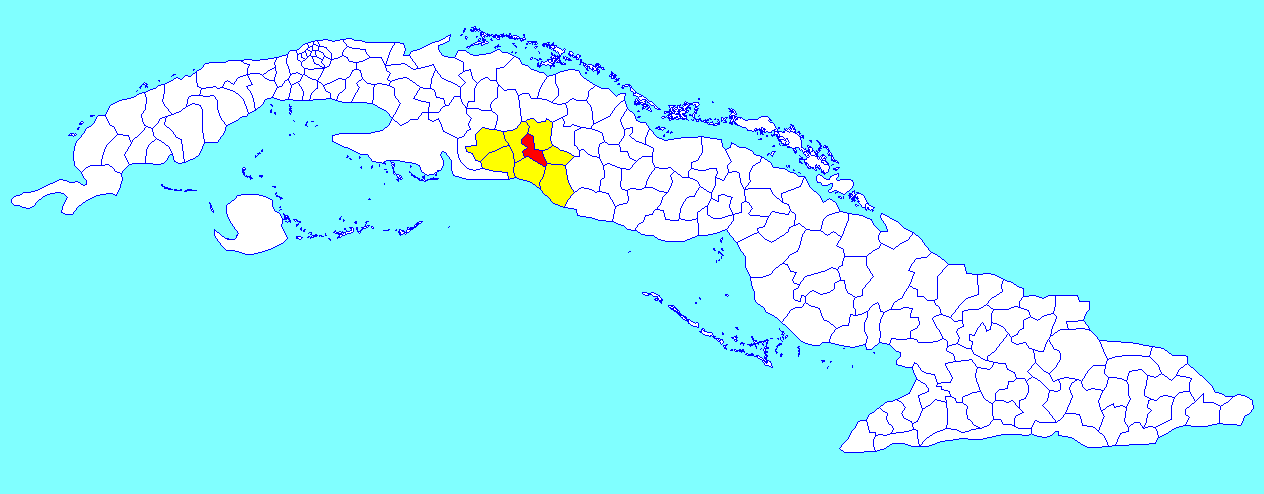
Municipalité de Palmira dans la province de Cienfuegos

### Divisions administratives
La municipalité comprend six consejos populares :
- Palmira Sur
- Palmira Norte
- Arriete - Ciego Montero
- Espartaco
- Elpidio Gómez
- San Fernando de Camarones

## Population
En 2022 la population de la municipalité est estimée à 31 813 habitants. Pour une surface de 310,4 km2, la densité est de 102,5 habitants/km².